# CONCACAF Champions' Cup 1999
La CONCACAF Champions' Cup 1999 venne vinta dal Necaxa.

## Turno preliminare
| Squadra #1         | Tot.  | Squadra #2 | dts   | dcr   |
| ------------------ | ----- | ---------- | ----- | ----- |
| Los Angeles Galaxy | 1 - 1 | Necaxa     | 1 – 1 | 3 - 4 |

## Tabellone
|  | Quarti di finale             | Quarti di finale      | Quarti di finale       |             |                        | Semifinali   | Semifinali | Semifinali |  |  | Finale             | Finale | Finale |
|  |                              |                       |                        |             |                        |              |            |            |  |  |                    |        |        |
|  | Stati Uniti (bandiera)       | D.C. United           | 1                      |             |                        |              |            |            |  |  |                    |        |        |
|  | Honduras (bandiera)          | Olimpia               | 0                      |             |                        |              |            |            |  |  |                    |        |        |
|  | Honduras (bandiera)          | Olimpia               | 0                      |             | Stati Uniti (bandiera) | D.C. United  | 1          |            |  |  |                    |        |        |
|  |                              |                       |                        |             | Stati Uniti (bandiera) | D.C. United  | 1          |            |  |  |                    |        |        |
|  |                              | Messico (bandiera)    | Necaxa                 | 3           |                        |              |            |            |  |  |                    |        |        |
|  | Messico (bandiera)           | Messico (bandiera)    | Necaxa                 | 3           | Necaxa                 | 3            |            |            |  |  |                    |        |        |
|  | Messico (bandiera)           |                       |                        |             | Necaxa                 | 3            |            |            |  |  |                    |        |        |
|  | Costa Rica (bandiera)        | Saprissa              | 2                      |             |                        |              |            |            |  |  |                    |        |        |
|  |                              |                       |                        |             |                        |              |            |            |  |  | Messico (bandiera) | Necaxa | 2      |
|  |                              |                       | Costa Rica (bandiera)  | Alajuelense | 1                      |              |            |            |  |  |                    |        |        |
|  | Stati Uniti (bandiera)       | Chicago Fire          | 2                      |             |                        |              |            |            |  |  |                    |        |        |
|  | Trinidad e Tobago (bandiera) | Joe Public            | 0                      |             |                        |              |            |            |  |  |                    |        |        |
|  | Trinidad e Tobago (bandiera) | Joe Public            | 0                      |             | Stati Uniti (bandiera) | Chicago Fire | 1/4        |            |  |  |                    |        |        |
|  |                              |                       |                        |             | Stati Uniti (bandiera) | Chicago Fire | 1/4        |            |  |  |                    |        |        |
|  |                              | Costa Rica (bandiera) | Alajuelense (dts, dcr) | 1/5         |                        |              |            |            |  |  |                    |        |        |
|  | Messico (bandiera)           | Costa Rica (bandiera) | Alajuelense (dts, dcr) | 1/5         | Toluca                 | 0            |            |            |  |  |                    |        |        |
|  | Messico (bandiera)           |                       |                        |             | Toluca                 | 0            |            |            |  |  |                    |        |        |
|  | Costa Rica (bandiera)        | Alajuelense           | 1                      |             |                        |              |            |            |  |  |                    |        |        |

### Finale 3º-4º posto
3 ottobre 1999
| Squadra #1 | Ris. | Squadra #2   |
| ---------- | ---- | ------------ |
| DC United  | 2-2  | Chicago Fire |

- il terzo posto venne condiviso.